# Parc naturel de la Maremme
Le parc régional de la Maremme (en italien : Parco Regionale della Maremma)  est une zone naturelle protégée et a été le premier parc de Toscane, créé le 5 juin 1975.
C'est l'une des destinations les plus intéressantes de la province de Grosseto. À l'intérieur, des zones côtières sont parmi les plus belles et les plus intactes de la côte de la Maremme. En 1992, il a reçu le diplôme européen des espaces protégés.

## Territoire
Le parc a une superficie de 9 800 hectares et s'étend le long de la côte depuis la ville de Principina a Mare (municipalité de Grosseto) jusqu'à la ville de Talamone (municipalité d'Orbetello).
Son territoire comprend les dernières terres marécageuses près de l'embouchure de l'Ombrone, qui, riches en vie et encore sauvages, abritent d'importantes colonies d'oiseaux des marais.
Plus au sud, la zone est constituée des collines de l'Uccellina (it) recouvertes d'un épais maquis méditerranéen et à l'est, au pied des montagnes, de vastes étendues herbeuses, où se trouve la ferme Spergolaia, centre administratif de la société régionale et siège du buttero.
- La SIR Pianure di Maremma est principalement couvert de prairies secondaires et les zones agricoles abandonnées, largement utilisées comme pâturages pour le bétail semi-sauvage, les zones humides avec de l'eau douce ou légèrement saumâtre, les terres arables. De vastes étendues du site sont inondées une partie de l'année. D'autres typologies environnementales pertinentes incluent le tronçon de rivière près de l'embouchure, le maquis méditerranéen, les rangées et les arbres, les petits noyaux de pins parasols. Cette partie de la Toscane est un exemple relique de complexes marécageux, de grande valeur naturaliste et paysagère, utilisés à des fins productives (activité de pâturage semi-sauvage, avec des vaches et des chevaux de race Maremma).

- La SIR Dune dell'Uccellina constitue l'une des plus rares étendues significatives de côte sablonneuse, avec une anthropisation limitée et un dynamisme végétal non conditionné par le tourisme balnéaire. La typologie environnementale dominante est donnée par les systèmes dunaires sans installations de baignade, donc d'une grande importance pour la protection des espèces psammophiles et psammohalophiles. Le site est également important pour la conservation d'un endémisme exclusif de la région : Limonium etruscum. La présence de Burhinus oedicnemus est importante. Sa côte sablonneuse, en grande partie en régression, avec des cordons dunaires et des dépressions derrière les dunes, est caractérisée par les formations végétales typiques également des milieux humides, généralement en excellent état de conservation.

## Flore
Les collines de l'Uccellina sont couvertes d'un épais maquis méditerranéen, très varié dans les espèces qui le composent, et d'oliveraies séculaires. On y trouve du chêne vert, du chêne-liège, des cistes, du romarin, de la bruyère, des pistachiers lentisques, des arbousiers , de l'ail des ours et des genêts.
- Pianure di Maremma : Parmi les espèces végétales importantes présentes il y a aussi : l' Artemisia caerulescens, une espèce très rare en Toscane, signalée dans les prés salés du parc de la Maremme et les marais de Scarlino [2] ; l'Halocnemum strobilaceum (en), une espèce présente en Toscane dans la seule station de la Palude della Trappola ; le Puccinellia festuciformis (en), espèce des zones marécageuses saumâtres, présente en Toscane dans des stations relictuelles au Pisan Tombolo (Bois d'Ulivo) et à la Palude della Trappola.
- Dune dell'Uccellina : En ce qui concerne la biocénose : prairies halophiles derrière les dunes, au sud de Collelungo (Porto Vecchio), le Limonium etruscum, endémique exclusive du Parc de la Maremme, aujourd'hui réduite à une seule zone d'extension limitée, menacée par la variation du littoral.

## Faune

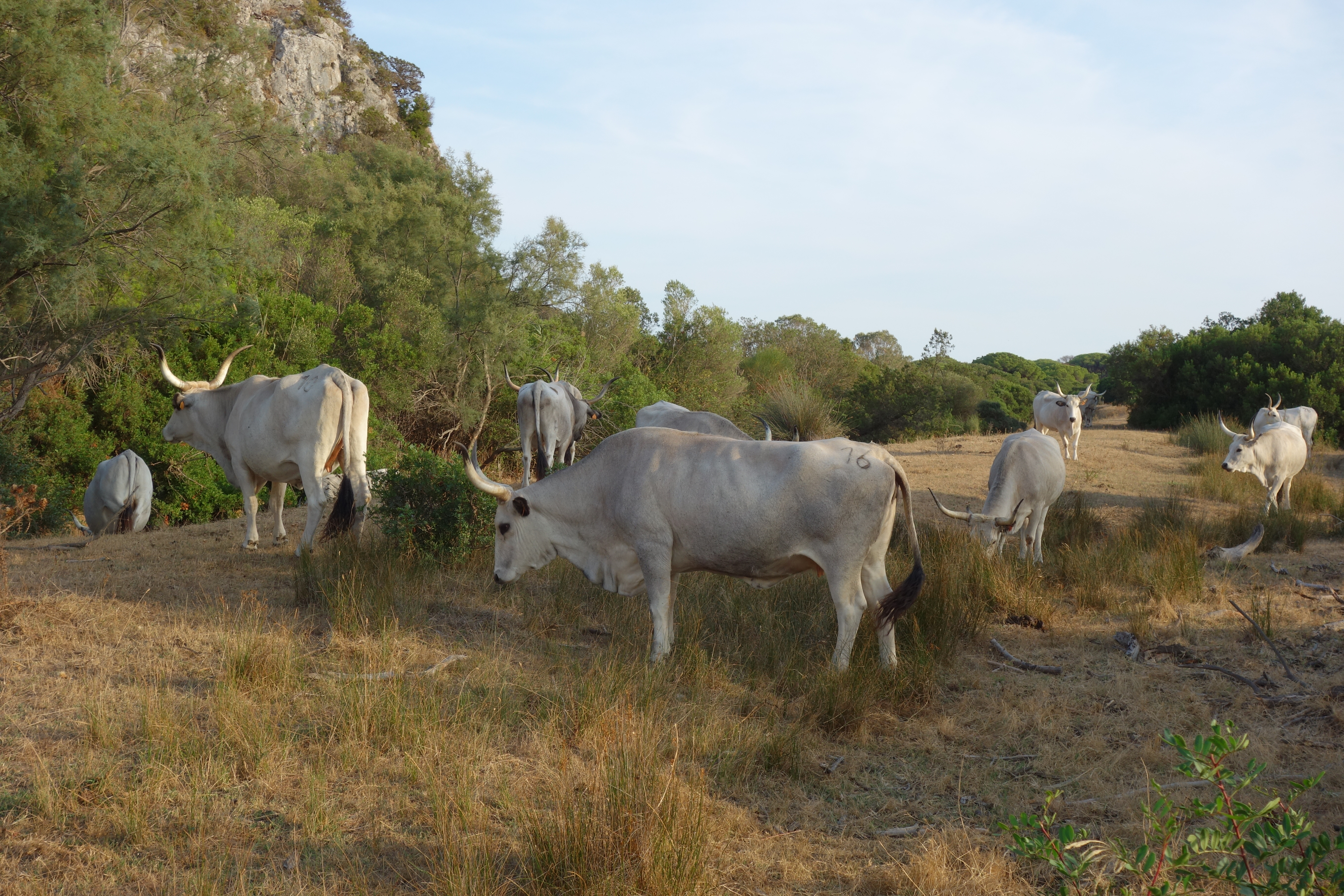
Bovins de Maremme.

Le Parc abrite de nombreuses colonies d'oiseaux aquatiques tels que canard, aigrette garzette, héron, flamant roses et quelques spécimens d'oiseaux de proie dont le balbuzard pêcheur récemment réintroduit. La faune typique des zones de maquis est composée de sangliers, de chevreuils, de daims, de porcs- épics, de blaireaux, de renards, de reptiles de diverses espèces et de nombreux oiseaux.
Les vaches de la Maremme et les chevaux de la Maremme paissent dans les étendues herbeuses au pied de l'Uccellina.
- Pianura di Maremma : il y a, parmi les insectes : le papillon Euplagia quadripunctaria. Parmi les poissons : l'alose. Parmi les reptiles : la tortue d'Hermann, la tortue d'eau, la couleuvre à quatre raies.

Le site est une zone d'hivernage très importante pour les oiseaux aquatiques (zone d'importance internationale et principal site d'hivernage italien pour l'oie cendrée, zone d'importance nationale pour certaines autres espèces). Tout aussi important est le rôle joué comme aire de repos lors des migrations. Parmi les oiseaux, les suivants sont y présents : le butor étoilé est un migrateur régulier et probablement un hivernant régulier ; le busard des roseaux est un migrateur et un hivernant ; le faucon lanier est migrateur et hivernant, peut-être régulier ; le fuligule nyroca est un migrateur régulier, hivernant occasionnel ; le tadorne de Belon est un migrant régulier, un hivernant irrégulier ; l'Œdicnème criard niche et hiverne, dans son seul site d'hivernage régulier en Toscane ; le rollier d'Europe est en train de nicher. Parmi les mammifères , on trouve le Rhinolophus euryale, une espèce de chauve-souris.
- Pianura di Maremma : il y a parmi les insectes : le papillon Euplagia quadripunctaria.b Parmi les poissons : l'alose. Parmi les reptiles : la tortue d'Hermann, la tortue d'eau, la couleuvre à quatre raies.
- Dune dell'Uccellina : Parmi les reptiles : l'Elaphe quatuorlineata et la tortue d'Hermann. Parmi les insectes : l'Euplagia quadripunctaria. Parmi les oiseaux : l'Œdicnème criard qui niche sur le site ou sur ses lisières. Le site, notamment dans les portions au nord de la rivière Ombrone, constitue une importante halte migratoire et d'hivernage pour de nombreuses espèces d'oiseaux.

## Lieux d'intérêt

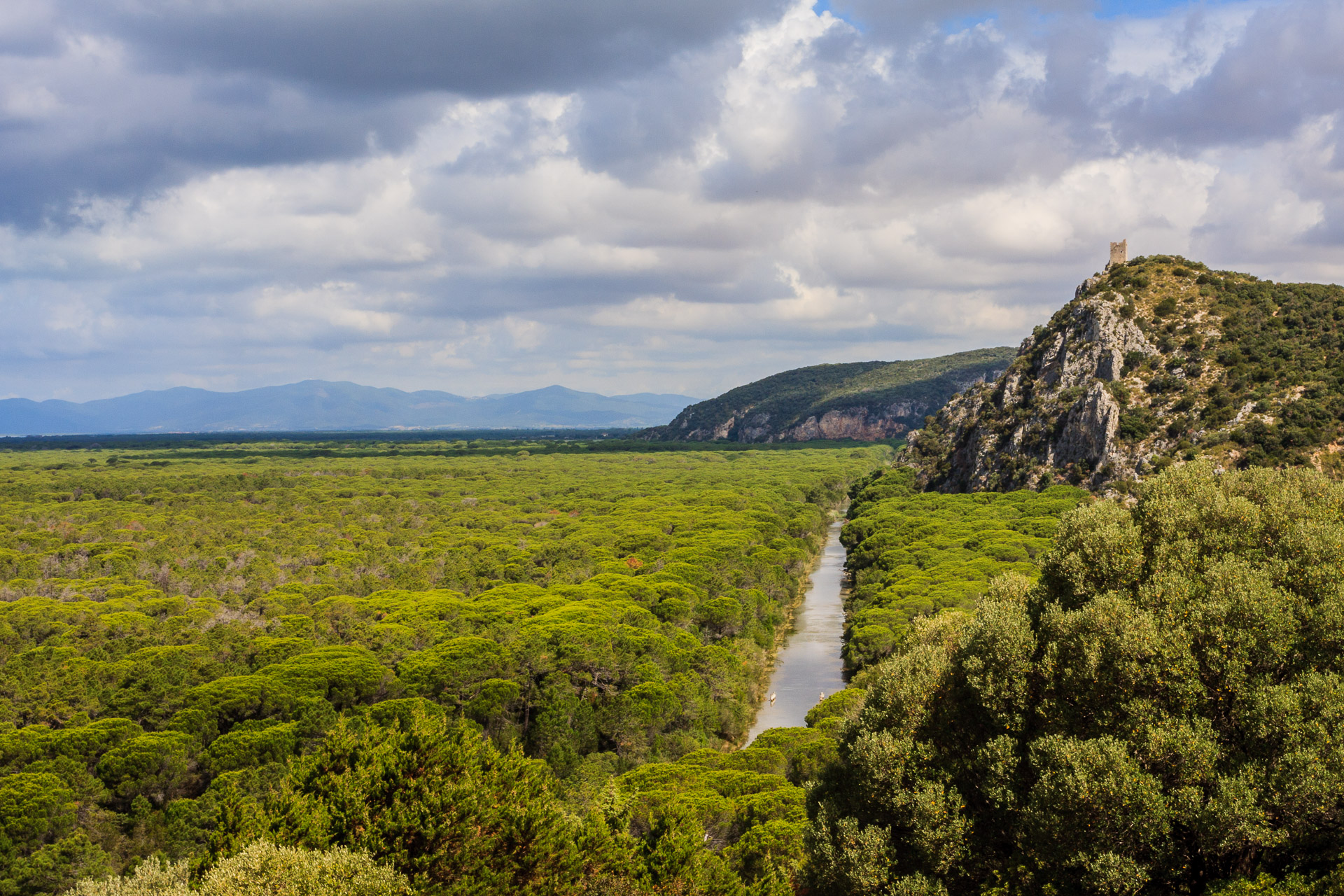
Panorama depuis la tour Torre di Castelmarino.

Dans le parc naturel de la Maremme, il existe également de nombreux sites archéologiques (comme le site archéologique de Roselle), certains étrusques-romains, d'autres datant de la période médiévale, comme les tours de guet et l'Abbaye de San Rabano datant de 1100 et récemment restaurée et d'autres fortifications côtières :
- Tour Trappola
- Tour de Castel Marino
- Tour de Collelungo
- Tour de l'Uccellina

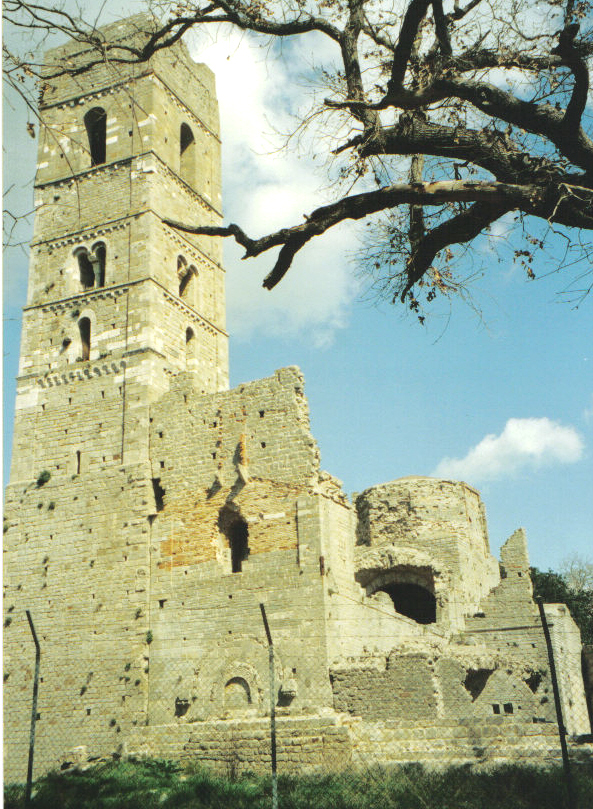
Abbaye de San Rabano.

- Tour de Cala di Fornon dans la crique de Forno

Le centre d'accueil principal est situé à Alberese. L'aquarium de la lagune d'Orbetello basé à Talamone sert de centre d'accueil pour les itinéraires de Talamone.
Il existe de nombreux itinéraires, caractérisés par différents niveaux de difficulté; ils vont des plus simples, certains même pour handicapés aux plus complexes sans jamais atteindre des niveaux très exigeants. De nombreuses excursions naturalistes, équitation, canoë, excursions nocturnes et pour l'observation des oiseaux sont possibles.